# Atletisme als Jocs Olímpics d'Estiu de 1920 - 5.000 metres masculins
Els 5.000 metres masculins va ser una de les proves del programa d'atletisme disputades durant els Jocs Olímpics d'Anvers de 1920. La prova es va disputar entre el 16 i el 17 d'agost de 1920 i hi van prendre part 38 atletes de 16 nacions diferents.

## Medallistes
| Or                     | Plata             | Bronze             |
| Joseph Guillemot (FRA) | Paavo Nurmi (FIN) | Eric Backman (SWE) |

## Rècords
Aquests eren els rècords del món i olímpic que hi havia abans de la celebració dels Jocs Olímpics de 1920.
| Rècord del Món | 14' 36.6" | Hannes Kolehmainen | Estocolm (SWE) | 10 de juliol de 1912 |
| Rècord Olímpic | 14' 36.6" | Hannes Kolehmainen | Estocolm (SWE) | 10 de juliol de 1912 |

## Resultats

### Semifinals
- (Entre parèntesis temps estimat)

| Pos. | Atleta               | Nació        | Temps     |
| ---- | -------------------- | ------------ | --------- |
| 1    | Rudolf Falk          | Suècia       | 15'17"8   |
| 2    | Herbert Irwin        | Regne Unit   | 15'17"8   |
| 3    | Teodor Koskenniemi   | Finlàndia    | 15'22"0   |
| 4    | Clifford Furnas      | Estats Units | 15'23"8   |
| 5    | Alfred Gaschen       | Suïssa       | (16'03"3) |
| 6    | Augusto Maccario     | Itàlia       | ND        |
| 7    | Jean-Baptiste Manhès | França       | (16'07"8) |
| -    | Pierre Trullemans    | Bèlgica      | Ab.       |
| -    | Panagiotis Retelas   | Grècia       | Ab.       |
| -    | Tommy Town           | Canadà       | Ab.       |

| Pos. | Atleta                | Nació        | Temps   |
| ---- | --------------------- | ------------ | ------- |
| 1    | Joe Blewitt           | Regne Unit   | 15'19"8 |
| 2    | Julien Van Campenhout | Bèlgica      | 15'22"6 |
| 3    | Horace Brown          | Estats Units | 15'31"8 |
| 4    | Nils Bergström        | Suècia       | 15'39"4 |
| 5    | Lucien Duquesne       | França       | ND      |
| 6    | Juan Muguerza         | Espanya      | ND      |
| 7    | Konosuke Sano         | Japó         | ND      |
| -    | Artur Nielsen         | Dinamarca    | Ab.     |
| -    | Teodor Pons           | Espanya      | Ab.     |
| -    | Carlo Martinenghi     | Itàlia       | Ab.     |

| Pos. | Atleta            | Nació          | Temps   |
| ---- | ----------------- | -------------- | ------- |
| 1    | Carlo Speroni     | Itàlia         | 15'27"6 |
| 2    | Paavo Nurmi       | Finlàndia      | 15'33"0 |
| 3    | William Seagrove  | Regne Unit     | 15'53"6 |
| 4    | Emanuel Lundström | Suècia         | 16'04"2 |
| 5    | Charles Hunter    | Estats Units   | ND      |
| 6    | Alexandros Kranis | Grècia         | ND      |
| 7    | François Vyncke   | Bèlgica        | ND      |
| 8    | Karel Pacák       | Txecoslovàquia | ND      |
| 9    | Abdel Ali Maghoub | Egipte         | ND      |

| Pos. | Atleta               | Nació         | Temps   |
| ---- | -------------------- | ------------- | ------- |
| 1    | Joseph Guillemot     | França        | 15'33"0 |
| 2    | Eric Backman         | Suècia        | 15'34"0 |
| 3    | Ivan Dresser         | Estats Units  | 15'41"8 |
| 4    | Alfred Nichols       | Regne Unit    | 15'54"0 |
| 5    | Ilmari Vesamaa       | Finlàndia     | 15'54"4 |
| 6    | Tomeichi Oura        | Japó          | ND      |
| 7    | Jón Jónsen           | Dinamarca     | ND      |
| 8    | Henri Smets          | Bèlgica       | ND      |
| 9    | Gerardus van der Wel | Països Baixos | ND      |

## Final
| Pos. | Atleta                | Nació        | Temps oficial | Temps oficiós |
| ---- | --------------------- | ------------ | ------------- | ------------- |
| 1    | Joseph Guillemot      | França       | 14'55"6       |               |
| 2    | Paavo Nurmi           | Finlàndia    |               | 15'00"0       |
| 3    | Eric Backman          | Suècia       |               | 15'13"0       |
| 4    | Teodor Koskenniemi    | Finlàndia    |               | 15'17"0       |
| 5    | Joe Blewitt           | Regne Unit   |               | 15'19"0       |
| 6    | William Seagrove      | Regne Unit   |               | 15'21"0       |
| 7    | Carlo Speroni         | Itàlia       | ND            | ND            |
| 8    | Alfred Nichols        | Regne Unit   | ND            | ND            |
| 9    | Julien Van Campenhout | Bèlgica      | ND            | ND            |
| 10   | Nils Bergström        | Suècia       | ND            | ND            |
| 11   | Rudolf Falk           | Suècia       | ND            | ND            |
| 12   | Herbert Irwin         | Regne Unit   | ND            | ND            |
| 13   | Emanuel Lundström     | Suècia       | ND            | ND            |
| -    | Clifford Furnas       | Estats Units | Abandona      | Abandona      |
| -    | Horace Brown          | Estats Units | Abandona      | Abandona      |
| -    | Ivan Dresser          | Estats Units | Abandona      | Abandona      |